# Schlachthof Zürich

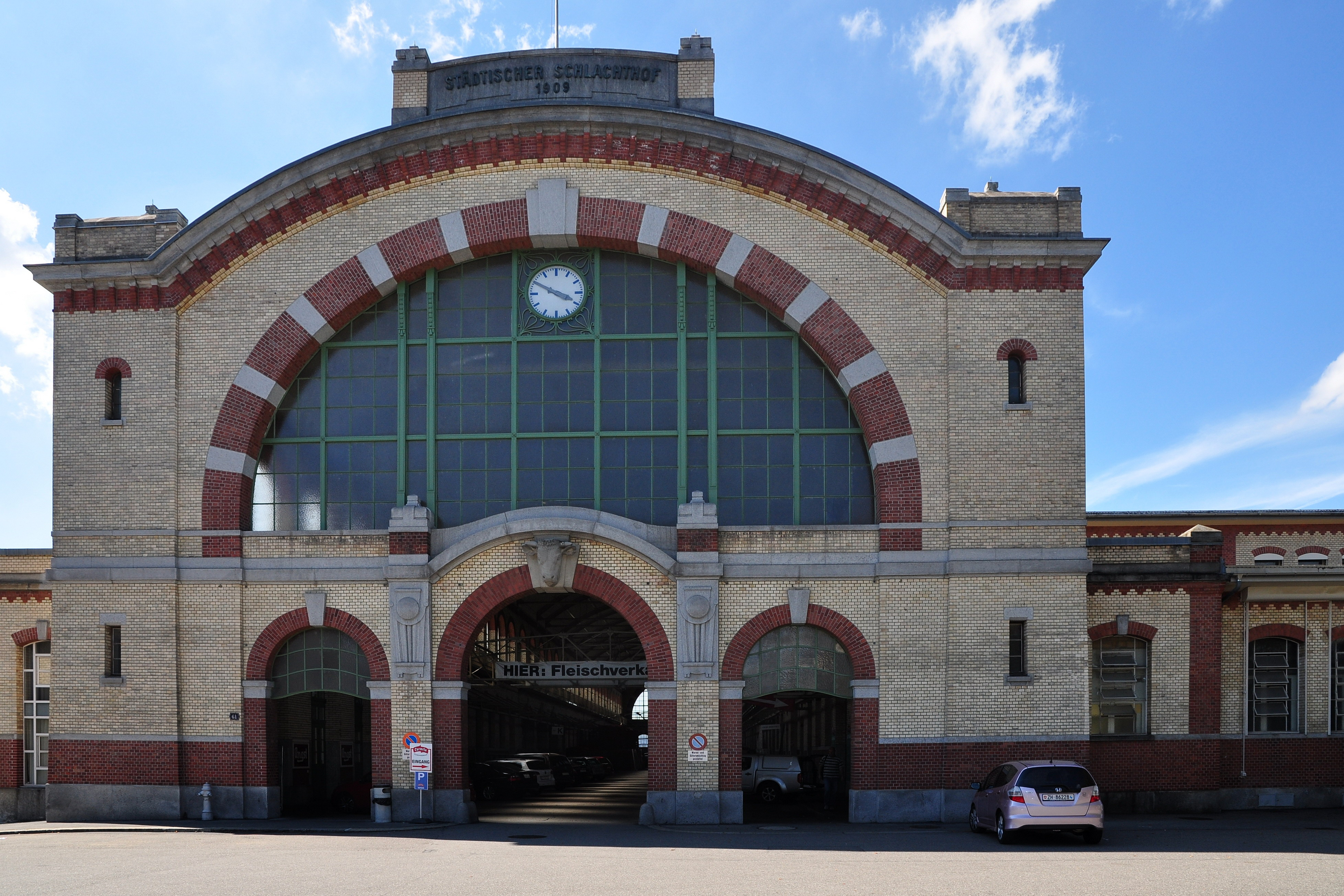
Portal des Hauptbaus, 2011

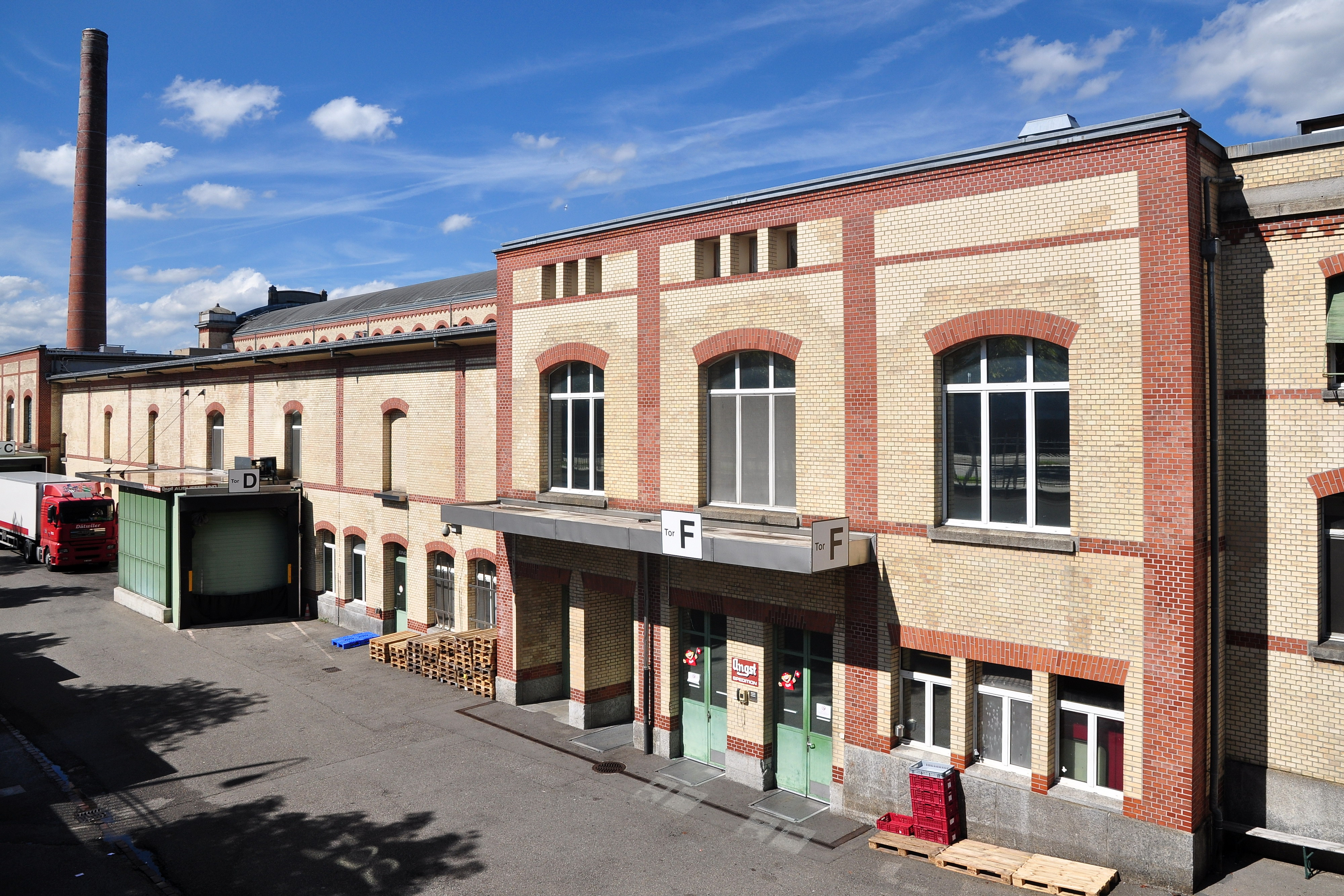
Seitentrakt, 2011

Der Schlachthof Zürich ist ein denkmalgeschütztes Gebäudeensemble des Jugendstils in Zürich. Der ehemals städtische Schlachthof war die erste industrielle Grossschlachtanlage der Schweiz, er wurde 1909 eröffnet und steht aktuell vor der Schliessung.

## Lage
Das sechs Hektaren grosse Areal liegt in Aussersihl (Stadtkreis 4), an der Herdernstrasse 59–77 und Baslerstrasse 2–10. Im Nordosten schliesst sich das Gleisfeld des Güterbahnhofs Zürich, im Südwesten das Stadion Letzigrund in Altstetten an. Das freie Feld bot 1903 ausreichenden und geruchssicheren Abstand zur Innenstadt.

## Geschichte
Eine «Metzg» wurde erstmals 1226 in Zürich erwähnt. Ein Zürcher Schlachthaus bestand bis 1866 am Limmatquai. Ein Neubau des stadteigenen Schlachthofs wurde seinerzeit stadtrandnah auf dem Walcheareal errichtet. Im 1893 eingemeindeten Aussersihl wurde 1903 mit einem Neubau begonnen. Nach der Eröffnung des neuen Schlachthofs am 1. August 1909 erfolgte bis 1915 der Abbruch des Vorgängers auf dem Gebiet der Walchestrasse. Umfangreiche Renovationen und Umbauten erfolgten 1932. Der Vollausbau des Schlachthofs wurde 1957 in Angriff genommen. Eine mechanische Ausschlachtanlage für Schweine wurde 1973 in Betrieb genommen, eine kombinierte Grossvieh- und Kälberschlachtstrasse im folgenden Jahr.
Auf dem Areal wurde von 1982 bis 1985 ein neuer Schlachthof errichtet. Altbauflächen wurden, soweit nutzbar, an Verbundbetriebe vermietet. Seit 1986 ist die Schlachtbetrieb Zürich AG (SBZ) neue Betreiberin. Neun Jahre später verkaufte die Stadt ihre Aktien und ihre Vertreter schieden aus dem Verwaltungsrat aus. Im Jahr 2001 war Zürich der drittgrösste Schlachthof der Schweiz. Die aus der Häute- und Fettwerk AG hervorgegangene Centravo verliess im selben Jahr das Areal. Nach dem Stadtratsbeschluss von 2015 sollte der Betrieb bis 2029 weitergeführt werden. Der Verwaltungsratspräsident kündigte im März 2025 die Einstellung des Betriebs für Mitte 2026 an. In Zürich wurden jährlich rund 270'000 Tiere geschlachtet. Der Betrieb war schweizweit der grösste, wo Schweine, Rinder, Kälber und Schafe geschlachtet werden konnten. Er hat 70 Mitarbeitende, nach fast 500 im Jahr 2009.
Die grosse Halle sowie Nebenbauten der Schlachthofanlage stehen seit 1981 unter Denkmalschutz. Sie sind unter der Nummer 07849 als Objekt von nationaler Bedeutung in das Kulturgüterschutzinventar eingetragen.

## Beschreibung
Das Schlachthofareal ist eine grosse Fabrikanlage, die weitgehend einheitlich in gelbem Sichtbackstein mit roten Zierelementen ausgeführt wurde. An den überragenden Hauptbau schliessen sich beidseits Industrieflachdachbauten an, zu denen Schlachthallen, Stallungen und Remisengebäude gehören. Der Seitentrakt tritt zur Baslerstrasse «prägnant in Erscheinung». Die durchgehende Verbindungshalle des Hauptbaus trägt ein Tonnendach. Ihre Stirnseiten zeigen aufwändig gestaltete Portale und grosse Rundbogenfenster im Jugendstil. Auf dem Dach der Halle zeigt eine Inschrift in Versalien «Städtische Schlachthof 1909». Zur «repräsentativen» Eingangspartie gehören ein Pförtnerhaus zwischen den Toren sowie Walm- und Krüppelwalmdachbauten. Der Vorplatz ist mit Bäumen und Brunnen angelegt. Die Südecke des Areals nimmt ein Restaurant mit Bezug zum Quartier ein.
Der ebenfalls in Sichtbackstein ausgeführte Hochkamin hat eine grosse Fernwirkung. Weithin sichtbar ist auch der 1907 vollendete Turm des Unterwerks Hardgut mit einem Pyramidendach. Historische Schlachtbetriebsbauten im Norden und ehemalige Pferdeställe entlang der Herdernstrasse vervollständigen die Anlage. Ein Eisenstaketenzaun bildet die Einfassung. Das Inventar der schützenswerten Ortsbilder der Schweiz (ISOS) verzeichnet auch die, in der Bullingerstrasse fortgeführte, Kastanienallee an der Baslerstrasse sowie die Laubbaumreihe längs der Herdernstrasse.

## Industriebahn

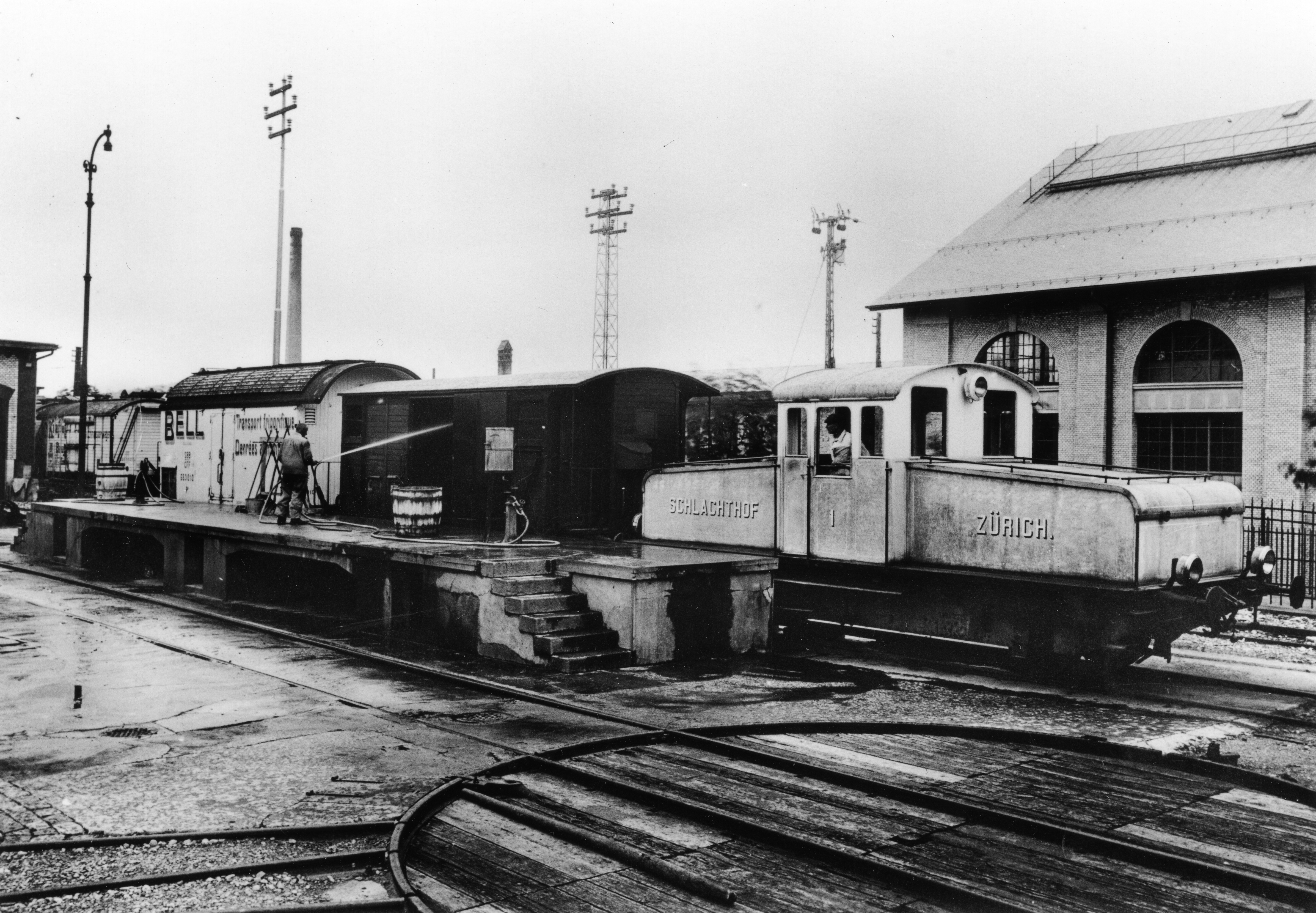
Akkumulatorenlok des Schlachthofs

Für den Wagontransport auf dem Areal lieferten die Schweizerische Wagonsfabrik Schlieren und die Maschinenfabrik Oerlikon 1909 eine Akkumulatorenlokomotive in Normalspur, die bis zu 60 PS leistete. Der Betrieb wurde 1960 eingestellt. Die Lokremise steht noch in der Nordecke des Areals, in ihr befand sich die Ladestation.

## Belege
1. 1 2 3  ISOS 5800: Aussersihl (AS). Kreis 4, Gemeinde Zürich, Kanton Zürich. PDF, abgerufen am 19. August 2025. S. 12–13.
2. ↑  ISOS 5800: Aussersihl (AS). Kreis 4, Gemeinde Zürich, Kanton Zürich. PDF, abgerufen am 19. August 2025. S. 17.
3. 1 2 3  sbzzuerich.ch: Unsere Geschichte. Abgerufen am 19. August 2025.
4. ↑  Centravo zieht weg, Schlachthof will bleiben. In: nzz.ch. Abgerufen am 19. August 2025.
5. ↑  Francesca Prader: Der grösste Schlachthof der Schweiz will den Betrieb schon im nächsten Jahr einstellen – der Verwaltungsratspräsident sagt: «Nur so können wir einen Konkurs verhindern». In: nzz.ch. Abgerufen am 19. August 2025.
6. ↑  Schlachthof Zürich schliesst früher als geplant. In: schweizerbauer.ch. Abgerufen am 19. August 2025.
7. ↑  Schlachthofanlage mit Nebenbauten. In: api.geo.admin.ch. Abgerufen am 19. August 2025.
8. ↑  schlieren.net: Schlachthof Zürich (Accumulatorenlokomotive). In: Schweizerische Wagonsfabrik Schlieren Aktien-Gesellschaft. Schlieren bei Zürich. Ausgabe 1909 (Katalog). PDF, abgerufen am 19. August 2025. S. 168–169.
9. ↑  H. Studer: Akkumulatorenlokomotive des Schlachthofes der Stadt Zürich. In: Schweizerische Bauzeitung, Band 55/56 (1910). S. 5–8.
10. ↑  Akkumulatorenlok des Schlachthofs Zürich, 1909. In: drehscheibe-online.de. Abgerufen am 19. August 2025.

Koordinaten: 47° 23′ 5,4″ N, 8° 30′ 23,9″ O; CH1903: 680645 / 248769